# 10279 Rhiannonblaauw
10279 Rhiannonblaauw è un asteroide della fascia principale. Scoperto nel 1981, presenta un'orbita caratterizzata da un semiasse maggiore pari a 2,3778927 UA e da un'eccentricità di 0,2071288, inclinata di 1,81111° rispetto all'eclittica.
L'asteroide è dedicato alla scienziata statunitense Rhiannon Blaauw. 